# St. Marys (Ohio)
Pour les articles homonymes, voir St. Marys.
St. Marys est une ville du Comté d'Auglaize dans l'état de l'Ohio aux États-Unis.
Fondée en 1834, sa population était de 8 332 habitants en 2010.

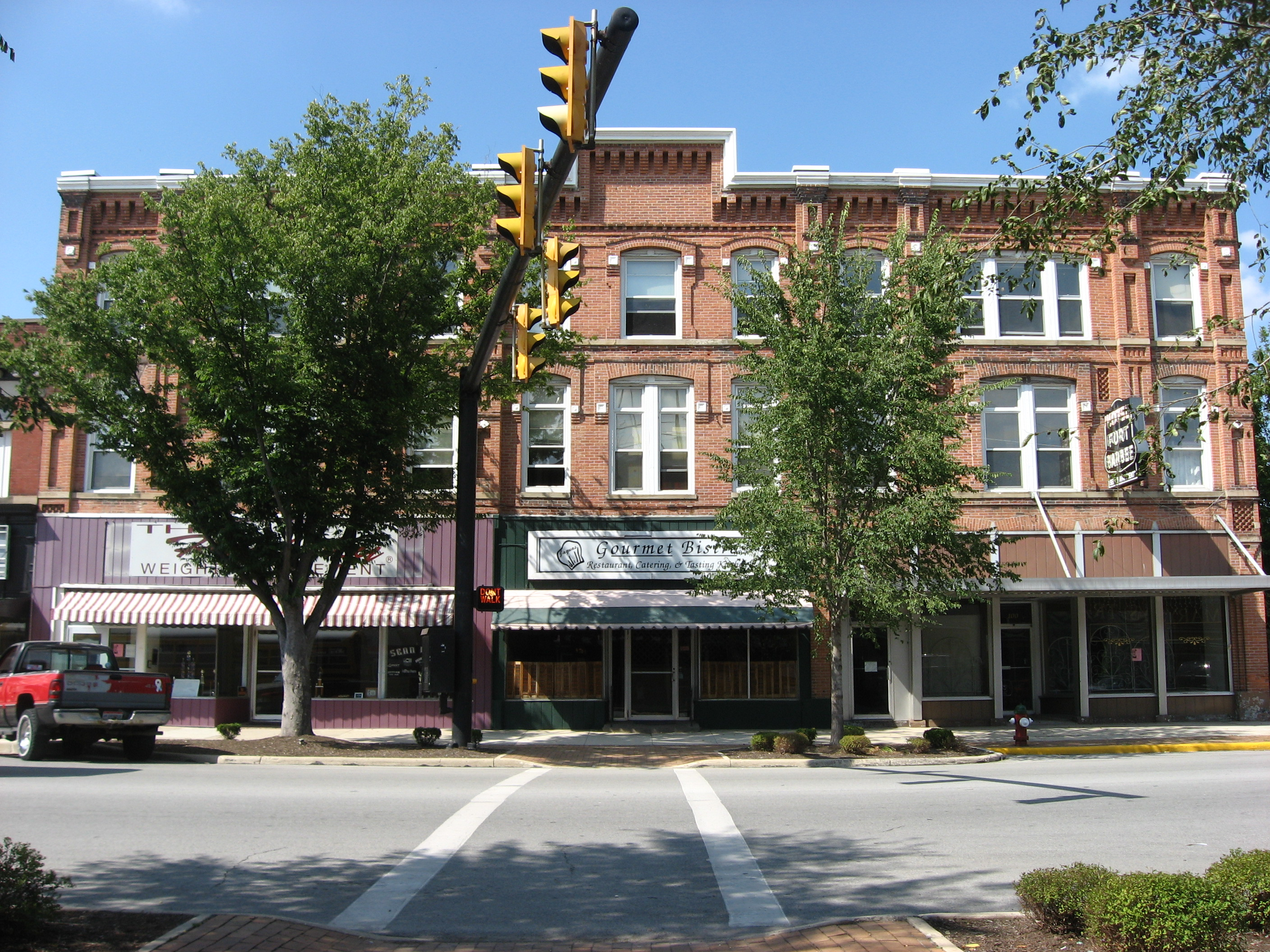
Centre-ville de St. Marys